# Giro del Lazio 1964
Il Giro del Lazio 1964, trentesima edizione della corsa, si svolse il 15 agosto 1964 su un percorso di 289 km. La vittoria fu appannaggio dell'italiano Bruno Mealli, che completò il percorso in 8h02'30", precedendo i connazionali Marino Fontana e Bruno Fantinato.
I corridori che tagliarono il traguardo furono 70.

## Ordine d'arrivo (Top 10)
| Pos. | Corridore        | Squadra   | Tempo    |
| ---- | ---------------- | --------- | -------- |
| 1    | Bruno Mealli     | Cynar     | 8h02'30" |
| 2    | Marino Fontana   | Lygie     | s.t.     |
| 3    | Bruno Fantinato  | Salvarani | s.t.     |
| 4    | Carlo Azzini     | Carpano   | s.t.     |
| 5    | Marino Vigna     | Gazzola   | s.t.     |
| 6    | Aldo Moser       | Lygie     | s.t.     |
| 7    | Roberto Poggiali | Ignis     | s.t.     |
| 8    | Adriano Durante  | Legnano   | s.t.     |
| 9    | Vittorio Adorni  | Salvarani | a 19"    |
| 10   | Franco Cribiori  | Gazzola   | s.t.     |